# Fred Børre Lundberg
Fred Børre Lundberg (* 25. prosince 1969 v Hammerfestu) je bývalý norský sdruženář.
Během své kariéry se v individuálních závodech stal olympijským vítězem (ZOH 1994 v Lillehammeru) a dvojnásobným mistrem světa (1991 a 1995), ve štafetě přidal po zlaté medaili jak z olympiády (ZOH 1998 v Naganu), tak ze šampionátu (1997). V sezóně 1990/91 rovněž zvítězil v celkovém pořadí ve Světovém poháru v severské kombinaci. Je svobodný a žije v Oslo se svou partnerkou Marit Bjørgen, reprezentantkou v běhu na lyžích. Dne 26. prosince 2015 mu Bjørgen porodila syna.